# Хохлова, Ольга Николаевна
Ольга Николаевна Хохло́ва (род. 18 ноября 1957, Муром, Владимирская область) — российский педагог и государственный деятель, член Совета Федерации (2018-2023), председатель Законодательного Собрания Владимирской области (с 22 сентября 2023 года).
Из-за поддержки нарушения территориальной целостности Украины во время российско-украинской войны находится под персональными международными санкциями Евросоюза, США, Великобритании и ряда других стран.

## Биография
В 1983 году окончила Владимирский государственный педагогический институт имени П. И. Лебедева-Полянского по специальности «учитель начальных классов». C 1980 года работала учителем начальных классов средней школе № 3 города Мурома, преподавала педагогику в Юрьев-Польском педагогическом училище,
В 1988 году стала руководителем профкома студентов Муромского филиала Владимирского политехнического института.
В 1993 году окончила в Москве Академию труда и социальных отношений по специальности «экономист-социолог».
В 1996 году избрана заместителем председателя исполнительного комитета владимирского отделения общественно-политического движения «Наш дом — Россия», созданного в середине 1995 года. Тогда же в 1995 году, оставаясь членом КПРФ, в движение «Наш дом — Россия» вошёл Николай Виноградов, председатель областного заксобрания. 8 декабря 1996 года он был избран главой администрации Владимирской области.
В 1998 году Хохлова избрана председателем исполнительного комитета владимирского отделения «Наш дом — Россия».
В 2000—2002 годах заведовала организационным отделом в исполкоме владимирского отделения партии «Единство», лидером которой был Сергей Шойгу.
В 2002 году назначена первым заместителем руководителя владимирского регионального отделения Всероссийской политической партии «Единая Россия», затем — руководителем исполкома владимирского отделения «Единой России». Занимала должность до 2009 года.
В 2003 году окончила Российскую академию государственной службы при Президенте РФ по специальности «Государственная служба и кадровая политика»,

### Заксобрание Владимирской области
5 созыв
1 марта 2009 года на выборах в законодательное собрание Владимирской области 5 созыва избрана депутатом по списку «Единой России», баллотировалась в общей части списка под седьмым номером.
В заксобрании, состоявшем из 38 депутатов, были сформированы две фракции: «Единая Россия» (27 депутатов) и КПРФ (7 депутатов). Хохлова была избрана руководитель фракции «Единая Россия». 18 марта 2009 года на первом заседании 5 созыва были избраны председатель, заместители председателя, председатели комитетов. Хохлова была избрана заместителем председателя, а должность председателя заксобрания занял Владимир Киселёв. Была депутатом на постоянной основе. Также являлась членом президиума политсовета Владимирского регионального отделения «Единой России».
В ноябре 2010 года поддержала акцию против абортов, проводившуюся во Владимире партией «Единая Россия» совместно с благотворительным фондом «Мама», приуроченную ко дню матери.
В марте 2011 года внесла в заксобрание проект закона «О порядке проведения публичных мероприятий на объектах транспортной инфраструктуры Владимирской области, используемых для транспорта общего пользования». Хохлова обосновала необходимость закона «обстановкой, сложившейся в нашей стране, террористическими актами» и сослалась на заявления президента Медведева.
В ноябре 2011 года вместе с однопартийцами выступила против строительства атомной станции вблизи города Мурома, в Монаково. Однако вскоре после этого премьер-министр и лидер «Единой России» Владимир Путин всё же подписал распоряжение о строительстве.
В марте 2013 года сменился губернатор Владимирской области — президент Владимир Путин назначил временно исполняющим обязанности сенатора от Кемеровской области Светлану Орлову. Вслед за этим Хохлова заявила, что давно с ней знакома по партийным проектам — в социальной сфере и в сфере ЖКХ.
6 созыв
Летом 2013 году вновь выдвинута на выборах в законодательное собрание Владимирской области 6 созыва, баллотировалась в составе списка «Единая России» (территориальная группа округа № 3, номер 1). На состоявшихся 8 сентября 2013 года выборах список набрал 44,33 % голосов которые были пересчитаны в 13 мандатов. Один из мандатов получила Хохлова.
В заксобрании 6 созыва на руководящие должности были избраны те же депутаты, что и в 5 созыве: председатель — Владимир Киселёв («Единая Россия»), заместители: Сергей Бородин («Единая Россия»), Ольга Хохлова («Единая Россия») и Анатолий Бобров (КПРФ). Хохлова была депутатом на постоянной основе.
В ноябре 2017 года Ольге Хохловой исполнилось 60 лет. К этой дате губернатор Светлана Орлова вручила ей медаль «За заслуги перед Владимирской областью».
7 созыв
Летом 2018 году выдвинута на выборах в законодательное собрание Владимирской области 7 созыва, баллотировалась в составе списка «Единая России» (территориальная группа округа № 11, номер 1). Ольга Хохлова отвечала за организацию и проведение избирательной кампании регионального отделения «Единой России». На состоявшихся 9 сентября 2018 года выборах Хохлова не получила нового депутатского мандата. Однако, первый номер списка «Единой России» Светлана Орлова одновременно участвовала в выборах губернатора, вышла во второй тур и по этой причине отказалась от своего места. 18 сентября её мандат был передан Ольге Хохловой.
9 июня 2023 года Президиум регионального политического совета Владимирского регионального отделения  «Единая Россия» определил кандидатуры общеобластной части партийного списка, в состав которого, в частности, вошла сенатор Российской Федерации Ольга Хохлова.

### Совет Федерации
5 октября 2018 года Заксобрание Владимирской области наделило Ольгу Хохлову, чью кандидатуру предложила фракция «Единой России», полномочиями своего представителя в Совете Федерации. Перед голосованием коммунист Максим Шевченко неожиданно выдвинул кандидатуру члена «Справедливой России» из Киржачского района Натальи Прониной, которая предварительно не подавала необходимые документы, и в итоге Хохлова осталась единственным претендентом (26 депутатов проголосовали «за», четверо — «против», двое воздержались).
24 октября 2018 включена в состав комитета Совета Федерации по науке, образованию и культуре (председатель комитета Зинаида Драгункина, с 25 сентября 2019 — Лилия Гумерова).
17 февраля 2021 года включена в состав временной комиссии Совета Федерации по сохранению и развитию народных художественных промыслов в Российской Федерации.
22 сентября 2021 года вышла из комитета по науке, образованию и культуре, вошла в комитет по социальной политике.
9 марта 2022 года была включена в санкционный список Европейского союза. В список вошли 146 членов Совета Федерации, которые 22 февраля 2022 года ратифицировали договоры РФ с ДНР и ЛНР о дружбе, сотрудничестве и взаимной помощи, заключённые на 10 лет сразу после того как президент РФ В. В. Путин подписал указы о признании их независимости.

## Доходы и имущество
По данным антикоррупционных деклараций, в период с 2009 по 2015 год ежегодный доход Хохловой вырос с 1 217 179 до 2 688 634 рублей, у неё имеется одна квартира площадью 145 м²., в 2010 году появился первый земельный участок площадью 1042 м²., а в 2015 году их было три общей площадью 5664 м².

## Санкции
9 марта 2022 года, на фоне вторжения России на Украину, внесена в санкционный список всех стран Европейского союза так как она голосовала за ратификацию договоров о дружбе с самопровозглашёнными ЛНР и ДНР.
23 марта 2022 года внесена в санкционный список Канады «соратников режима» за содействие в нарушения суверенитета и территориальной целостности Украины.
Указом президента Украины Владимира Зеленского от 7 сентября 2022 находится под санкциями Украины за «поддержку незаконным попыткам России аннексировать суверенную украинскую территорию путем проведения фиктивных референдумов».
30 сентября 2022 года внесена санкционный список Соединённых Штатов Америки «за аннексию Путиным регионов Украины» и одобрения закона о фейках. Государственный департамент отмечает что сенаторы  «проголосовали за одобрение просьбы Путина о вводе войск в Украину, что послужило неоправданным предлогом для полномасштабного вторжения России в Украину».
По аналогичным основаниям находится под санкциями Великобритании, Швейцарии, Новой Зеландии и Австралии.

## Награды
- Медаль «За заслуги перед Отечеством» II степени (2022) — за активную законотворческую деятельность и многолетнюю добросовестную работу.
- Медаль «За заслуги перед Владимирской областью» (22 ноября 2017 года) — за большой вклад в социально-экономическое развитие области и многолетнюю добросовестную работу[20];
- Благодарность Президента Российской Федерации (9 июня 2018 года) — за активную законотворческую деятельность и многолетнюю добросовестную работу[21];
- Почётная медаль «Народное признание педагогического труда» (19 июля 2013 года, Всероссийское педагогическое Собрание)[22].